# Franz Rabe
Franz Rabe (* 22. Januar 1929 in Frankfurt am Main; † 11. Oktober 1996 in Krefeld) war ein deutscher Neurologe und Epileptologe.

## Leben und Werk
Nach dem Medizinstudium, der Facharztweiterbildung sowie Habilitation war Rabe zunächst Oberarzt der Neurologischen Universitätsklinik in Düsseldorf. Von 1980 bis 1994 war er Direktor der Neurologischen Klinik der Städtischen Kliniken Krefeld.
Er beschäftigte sich u. a. mit der Kombination epileptischer und nichtepileptischer Anfälle und wurde für sein entsprechendes Buch 1974 mit dem Bodelschwingh-Preis ausgezeichnet. Eine Zeit lang wurde im deutschsprachigen Raum bei einem gleichzeitigen Auftreten epileptischer und psychogener nichtepileptischer Anfälle auch von einem „Rabe-Syndrom“ gesprochen.
Rabe war u. a. 1975–1977 Vorsitzender der Deutschen Sektion der ILAE (seit 2004: Deutsche Gesellschaft für Epileptologie).